# José Clementino de Azevedo Neto
 (octobre 2017).
Pour les articles homonymes, voir Azevedo et Clementino (homonymie).
José Clementino de Azevedo Neto (Natal, 27 août 1960) est un chanteur brésilien.

## Discographie

### Album
- 1985: Água Viva (Som Evangélico e relançada depois pela Som & Louvores)
- 1988: Resposta (Donai Produções) participation de Shirley Carvalhaes.
- 1989: O Nome (Gravadora Moriá)
- 1990: Pensando Bem (Mundial Records)
- 1990: Tua Graça Me Basta (Som & Louvores)
- 1991: Nazareno (Som & Louvores)
- 1992: Vinde A Mim (Som & Louvores)
- 1993: O Retorno (Nancel Produções)
- 1994: Dê Um Sorriso (Nancel Produções)
- 1997: Iluminado (BlindorGospel)
- 1998: Alma e Coração (Rio Music)
- 1999: Eu Te Amo (Rio Music)
- 2001: A Harpa (Sião Records)
- 2002: Além das Aparências (Line Records)
- 2003: Ao Vivo (Line Records)
- 2003: As 20 Ungidas (Art Gospel)
- 2004: Conquista (Line Records)
- 2005: Entre os Querubins (Art Gospel)
- 2007: Bem-Aventurado (Line Records)
- 2008: Riquezas (Kether Music)
- 2009: Um Milagre novo (Line Records)